# Franziska Kett
Franziska Kett (* 24. Oktober 2004 in Deggendorf) ist eine deutsche Fußballspielerin, die seit 2020 beim FC Bayern München unter Vertrag steht und seit 2025 für die deutsche Nationalmannschaft aktiv ist. Sie wird als Stürmerin sowie als linke Außenverteidigerin eingesetzt.

## Karriere

### Vereine
Kett begann in der Teilgemeinde Edenstetten innerhalb der Gemeinde Bernried im niederbayerischen Landkreises Deggendorf beim dort ansässigen FC Edenstetten mit dem Fußballspielen. Im weiteren Verlauf gehörte sie der SpVgg Grün-Weiß Deggendorf bis zur Altersklasse U15 an, bevor sie zur Saison 2020/21 vom FC Bayern München für deren U17-Nachwuchsmannschaft verpflichtet wurde. Bevor sie in der Folgesaison in die Zweite Mannschaft aufrückte, kam sie für diese bereits am 6. Juni 2021 (18. Spieltag) bei der 1:2-Niederlage gegen Eintracht Frankfurt II zum Einsatz; am letzten Spieltag der Vorsaison wurde sie für Annika Wohner in der 77. Minute eingewechselt. In der Saison 2021/22 bestritt sie bereits 15 Punktspiele, in denen sie sechs Tore erzielte; ihr erstes gelang ihr am 26. September 2021 (5. Spieltag) beim 4:1-Sieg im Heimspiel gegen die zweite Mannschaft des VfL Wolfsburg mit dem Treffer zum 1:0 in der 22. Minute.
Im März 2022 unterzeichnete sie ihren ersten Profivertrag mit dem FC Bayern München. Ihr Bundesligadebüt – für die Erste Mannschaft – gab sie am 25. September 2022 (2. Spieltag) beim 3:0-Sieg im Heimspiel gegen Werder Bremen mit Einwechslung für Carolin Simon in der 84. Minute. Des Weiteren debütierte sie am 29. September 2022 im Rückspiel der 2. Qualifikationsrunde für die Teilnahme am Wettbewerb der UEFA Women’s Champions League 2022/23 beim 3:1-Sieg über Real Sociedad San Sebastián am heimischen FC Bayern Campus mit Einwechslung für Linda Dallmann in der 86. Minute. Ihr erstes Bundesligator erzielte sie am 30. Oktober 2022 (6. Spieltag) beim 3:1-Sieg im Heimspiel gegen den SV Meppen mit dem Treffer zum Endstand in der 82. Minute.
Im Dezember 2024 wurde ihre Vertragslaufzeit bis zum 30. Juni 2027 ausgedehnt.

### Auswahl-/Nationalmannschaft

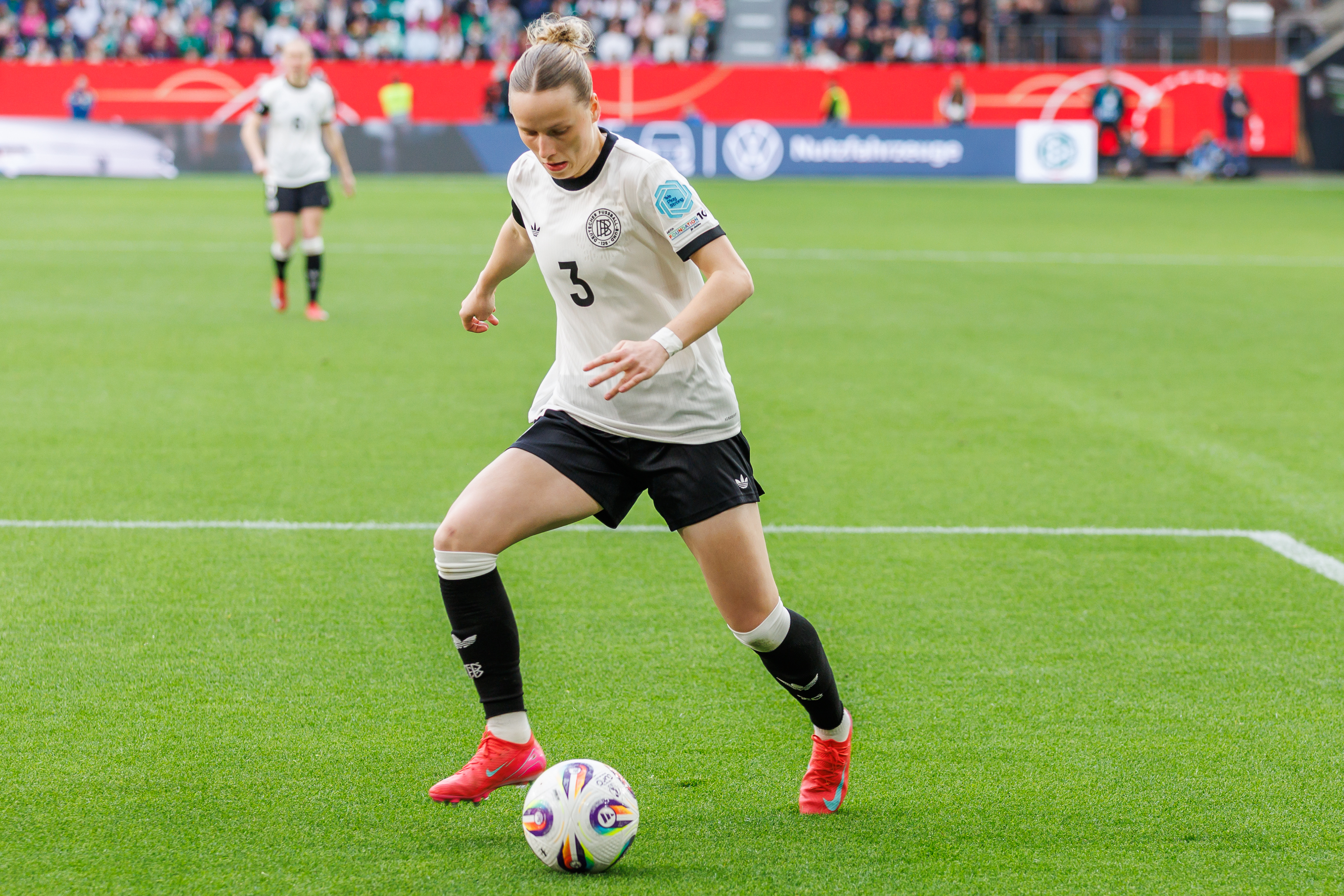
Kett 2025 bei der Nationalmannschaft

Kett kam als Spielerin der Auswahlmannschaft des Bayerischen Fußball-Verbandes im Wettbewerb um den Länderpokal in deren Altersklassen U14, U16 und U18 von 2017 bis 2019 in insgesamt 14 Spielen zum Einsatz, in denen sie sechs Tore erzielte; ihr erstes bei ihrem Debüt am 25. Mai 2017 in Duisburg beim 1:1-Unentschieden gegen die Auswahlmannschaft des Fußball- und Leichtathletik-Verbandes Westfalen mit dem Treffer zum Endstand in der 18. Minute.
Kett debütierte als Nationalspielerin für die U15-Nationalmannschaft, die am 3. November 2017 in Wetzlar das Freundschaftsländerspiel gegen die U15-Nationalmannschaft der Vereinigten Staaten mit 1:6 verlor; dabei erzielte sie mit dem Treffer zum 1:3 in der 27. Minute ihr erstes Länderspieltor. Bis zum 5. Dezember 2018, beim 2:1-Sieg gegen die U15-Nationalmannschaft Belgiens in Tubize, bestritt sie acht Einsätze in dieser Altersklasse, in der ihr sieben Tore gelangen. Zwei Jahre später kam sie in zwei Länderspielen der U17-Nationalmannschaft zum Einsatz. Ihr erstes wurde mit 1:3 gegen die U17-Nationalmannschaft Spaniens am 16. Januar 2020 in Salou, ihr zweites mit 3:4 gegen die U17-Nationalmannschaft Frankreichs am 19. Februar 2020 in Clairefontaine-en-Yvelines verloren.
An diesem Ort fand am 21. Juni 2022 auch ihr Debüt für die U19-Nationalmannschaft statt, das mit dem 4:1-Sieg über die U19-Nationalmannschaft Frankreichs gewonnen wurde. Des Weiteren bestritt sie im Turnier um die U19-Europameisterschaft alle drei Spiele der Gruppe B und schied mit ihrer Mannschaft danach aus dem Turnier aus. Die 18-jährige Stürmerin zog sich im April 2023 im DFB-U19-Länderspiel gegen Norwegen eine Schulterverletzung zu. Für Kett bedeutete dies das Saisonende für die Bundesliga-Saison, aber bei der U19-Europameisterschaft 2023 konnte sie schon wieder mitspielen.
Beim 4:0-Sieg im April 2025 gegen Schottland debütierte sie in der A-Nationalmannschaft als linke Außenverteidigerin der Startelf auf der Position von Sarai Linder. Sie wurde in den Kader für die Europameisterschaft der Frauen 2025 aufgenommen und ersetzte im  Viertelfinale gegen Frankreich die gesperrte Carlotta Wamser und im verlorenen Halbfinale gegen Spanien die verletzte Sarai Linder.

## Erfolge
- Finalist U19-Europameisterschaft 2023
- Deutscher Meister 2023, 2024, 2025 (mit dem FC Bayern München)
- DFB-Pokal-Sieger 2025
- DFB-Supercup-Sieger 2024 (mit dem FC Bayern München)

## Auszeichnungen
- Fritz-Walter-Medaille: 2023 in Gold (U19)

## Sonstiges
Kett absolvierte vor Beginn der Europameisterschaft der Frauen 2025 ihr Abitur am Gymnasium München-Nord.